# Jatki żydowskie w Zamościu

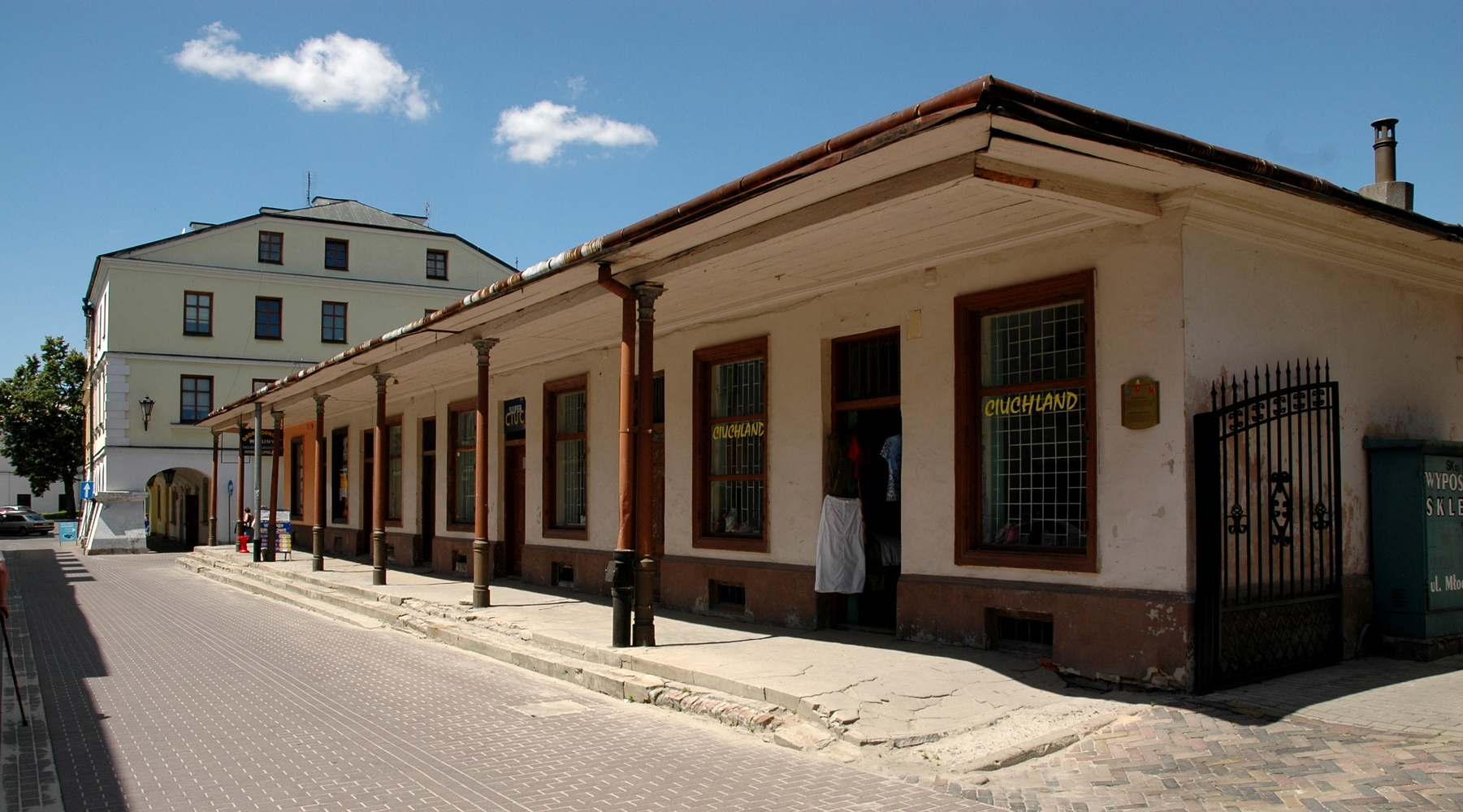
Jatki

Jatki żydowskie w Zamościu – jatki znajdujące się na Starym Mieście w Zamościu na rogu ulic L. Zamenhofa i G. Daniłowskiego.
Jatki zostały zbudowane na początku XX wieku i służyły jako pomieszczenia handlowe wyłącznie ludności żydowskiej. Od czasu zakończenia II wojny światowej do dziś jatki cały czas spełniają funkcje handlowe.